# 小行星2107
小行星2107（2107 Ilmari）是一颗围绕太阳公转的小行星。1941年11月12日，利斯·奧特瑪在图尔库发现了此天体。
該小行星以芬蘭民族史詩《卡勒瓦拉》中的鐵匠及發明家伊爾瑪利寧命名。
这颗小行星的绝对星等为177.790047025102等。